# Giardini di Alessandro

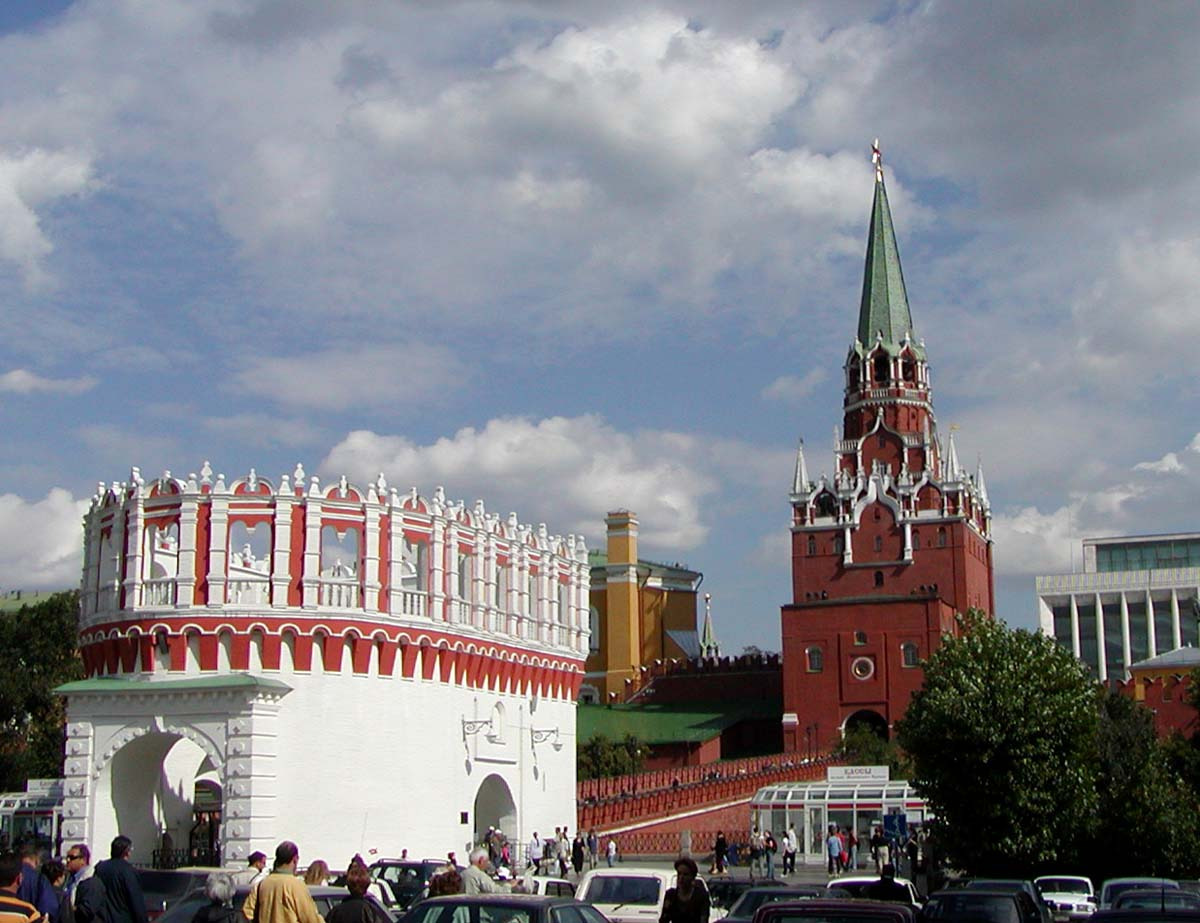
La torre Kutaf'ja

I giardini di Alessandro (in russo Александровский сад?, Aleksandrovskij sad) si sviluppano per tutta la lunghezza delle mura del Cremlino, di fronte al Maneggio di Mosca. Sono annoverati tra i primi parchi pubblici di Mosca.
Dopo che il fiume Neglinnaia (in russo Неглинная?) era stato incanalato in una tubazione sotterranea, venne deciso di trasformare quello che era stato il letto del corso d'acqua in parco pubblico. L'organizzazione dei giardini fu effettuata tra il 1819 ed il 1823, ad opera di Giuseppe Bova e dedicato al sovrano allora regnante, Alessandro I. Il parco comprende tre distinti giardini, che si sviluppano lungo le mura occidentali del Cremlino per 865 metri.
La caratteristica principale del parco è la torre Kutaf'ja (in russo Кутафья башня?), avanzata rispetto al Cremlino di Mosca. La rovina di una grotta è stata costruita, su progetto del Bova, al di sotto della torre centrale dell'Arsenale nel 1841. La cancellata in ghisa dei giardini di Alessandro fu eretta per commemorare le vittorie dell'esercito imperiale russo su Napoleone.
Nel 1914, un anno dopo che fu celebrato il terzo centenario della dinastia Romanov, fu eretto un obelisco nel giardino superiore. Quattro anni dopo, venne rielaborato dai Bolscevichi, divenendo un monumento ai pensatori socialisti e comunisti. Nel 1967, fu costruita la tomba del Milite ignoto, dove arde una fiamma perpetua portata dal Campo di Marte (in russo Ма́рсово по́л?) dell'allora Leningrado.
La postazione numero uno, laddove le sentinelle montano la guardia, era collocata di fronte al mausoleo di Lenin, ma fu spostata durante gli anni Novanta del XX secolo in prossimità della tomba del Milite ignoto.